# توعية علمية
التوعية العلمية، وتسمى أيضًا التعليم والتوعية العامة أو اختصارًا التوعية العامة،[بحاجة لمصدر] هو مصطلح شامل لمجموعة متنوعة من الأنشطة التي تقوم بها معاهد الأبحاث والجامعات والمؤسسات مثل متاحف العلوم، والتي تهدف إلى الترويج الوعي العام (وفهم) العلم وتقديم مساهمات غير رسمية لتعليم العلوم.